# 吳以連
吳以連（？—？），號泰茹，广东南海縣人，明朝政治人物，同进士出身。

## 生平
崇祯三年（1630年）庚午科廣東鄉試第二名舉人，十年（1637年）登丁丑科同进士。吏部觀政，十三年八月授户部雲南司主事，督理易州、保定诸处粮储，继督运山海关，十五年降调。
南明弘光時授吏部验封司郎中，後投桂王朱由榔，永曆四年（1650年）降清。